# Luberon

Karte des Gebietes

Der Luberon [lyb(ə)ʁɔ̃] (auch Lubéron, okzitanisch Leberon) ist eine Gebirgskette aus Kalkstein, die sich rund 50 km südöstlich von Avignon in Südfrankreich (Département Vaucluse, Region Provence-Alpes-Côte d’Azur) befindet. Er ist in den westlich gelegenen Petit Luberon („Kleiner Luberon“) und den sich im Osten anschließenden Grand Luberon („Großer Luberon“) unterteilt. Der im Jahr 1977 zum Schutz der nur hier zu findenden speziellen Artenvielfalt gegründete Regionale Naturpark Luberon umfasst ein Gebiet von ca. 1850 km²; er wurde im Jahr 2004 (zuletzt aktualisiert 2015) von der UNESCO unter dem Markennamen „Geopark Luberon“ als UNESCO Global Geopark ausgezeichnet.

## Geografie

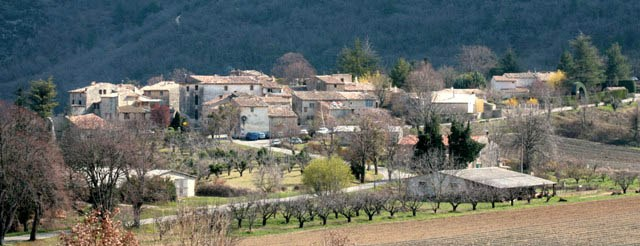
Auribeau

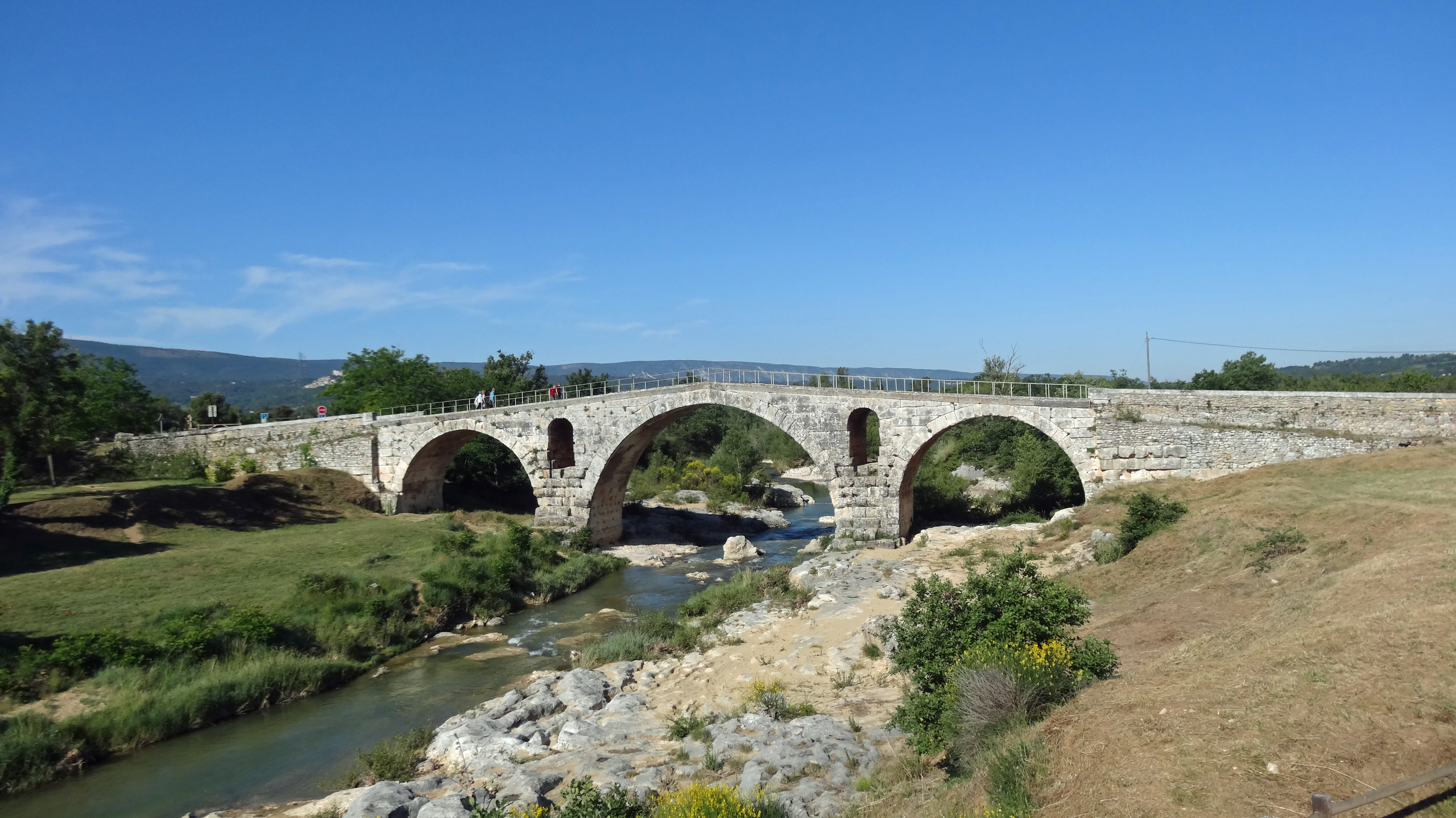
Pont Julien bei Bonnieux

Das etwa 60 km lange und nur etwa 5 km breite Luberon-Massiv erstreckt sich zwischen den Städten Cavaillon im Westen und Manosque im Osten; nördlich befinden sich das Bergdorf Gordes, das Ockerstädtchen Roussillon sowie die Kleinstadt Apt; südlich liegt die Gemeinde Lourmarin. Größere Orte im Luberon selbst sind Bonnieux, Buoux, Cucuron, Lacoste, Ménerbes, Oppède, Pertuis, Saignon u. a. Ein Radrundweg von ca. 250 km Länge führt um den gesamten Luberon auf gut befestigten (zumeist asphaltierten) Straßen abseits der großen Hauptverkehrsadern herum.
Höchster Berg des Grand Luberon ist der Mourre Nègre (1125 m), der Petit Luberon gipfelt dagegen in nur 727 m Höhe. Parallel zur Gebirgskette fließen im Süden die Durance und im Norden der Calavon westwärts. Zwischen Kleinem und Großem Luberon fließt die Aigue Brun durch die Combe de Lourmarin genannte Senke nach Süden zur Durance, in welche auch zahlreiche Bäche münden, die aber im Jahresverlauf bei länger ausbleibendem Regen auch trockenfallen können.
Die höher gelegenen Teile des Luberon sind größtenteils bewaldet (überwiegend mit Flaumeichen, aber auch auf ca. 600 ha im Kleinen Luberon mit Atlas-Zedern) und dürfen nicht bewirtschaftet werden. In den Randlagen werden dagegen Wein (Côtes du Luberon), Oliven, Obst, Gemüse, Getreide und Lavendel angebaut. Viele im Luberon produzierten Weine führen das AOC-Siegel.

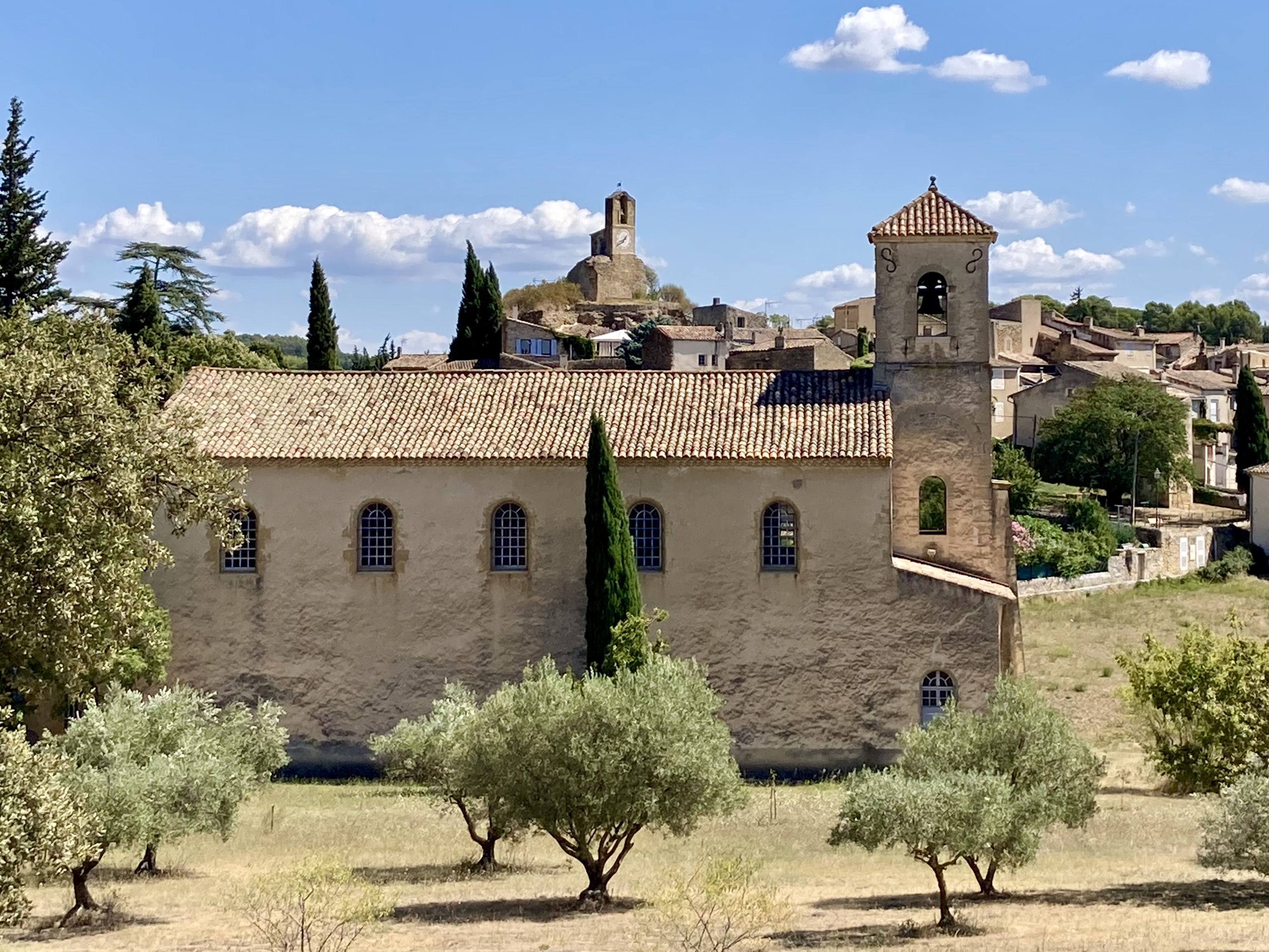
Waldenser-Kirche bei Lourmarin

## Geschichte
Historische Bedeutung erlangte der Luberon insbesondere durch die im 16. Jahrhundert zunehmende Verfolgung der Vaudois („Waldenser“). Diese im 12. Jahrhundert durch den Lyoner Kaufmann Petrus Valdes gegründete und als „ketzerisch“ bezichtigte Bewegung oder Sekte strebte eine Reform des katholischen Glaubens und der Kirche an, was die Inquisition auf den Plan brachte. Gemeinsam mit den Albigensern wurden sie im Zuge des Vierten Laterankonzils verurteilt. Im ausgehenden 15. Jahrhundert zogen viele aus ihren angestammten Siedlungsplätzen in den Cottischen Alpen in die weitgehend menschenleeren Gebiete des Luberon. Im Jahr 1545 richteten französische Truppen unter Führung Jean Mayniers, des Barons von Oppède, ein fürchterliches Massaker in 24 Dörfern des Luberon an, bei dem insgesamt mehr als 2000 Menschen umgekommen sein sollen.

## Besucher
Dank des Mittelmeerklimas ist das Gebirge besonders bei Engländern, die sich dort niedergelassen oder Zweit- und Drittwohnsitze haben, beliebt. Bekannte Persönlichkeiten waren und sind der britische Schriftsteller Peter Mayle (Mein Jahr in der Provence und Toujours Provence), der zuletzt in Lourmarin lebte, und Ridley Scott, der dort einen Zweitwohnsitz hat.

## Filme
Die Filme Ein mörderischer Sommer von Jean Becker (1983), Swimming Pool von François Ozon (2002), Ein gutes Jahr von Ridley Scott (2006) und Crime dans le Luberon von Éric Duret (2018) wurden überwiegend oder teilweise in dieser Region gedreht.

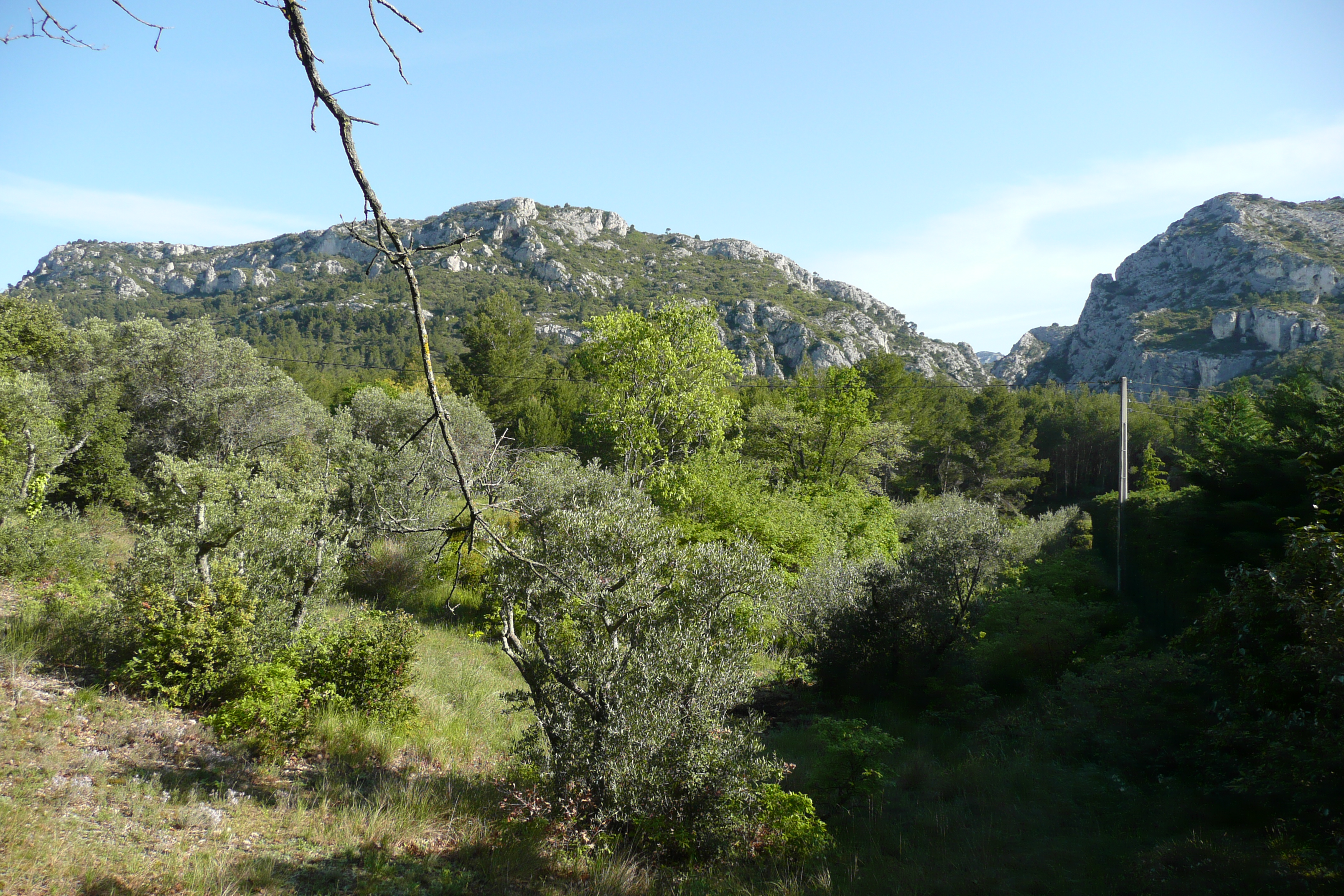
Gorges de Régalon
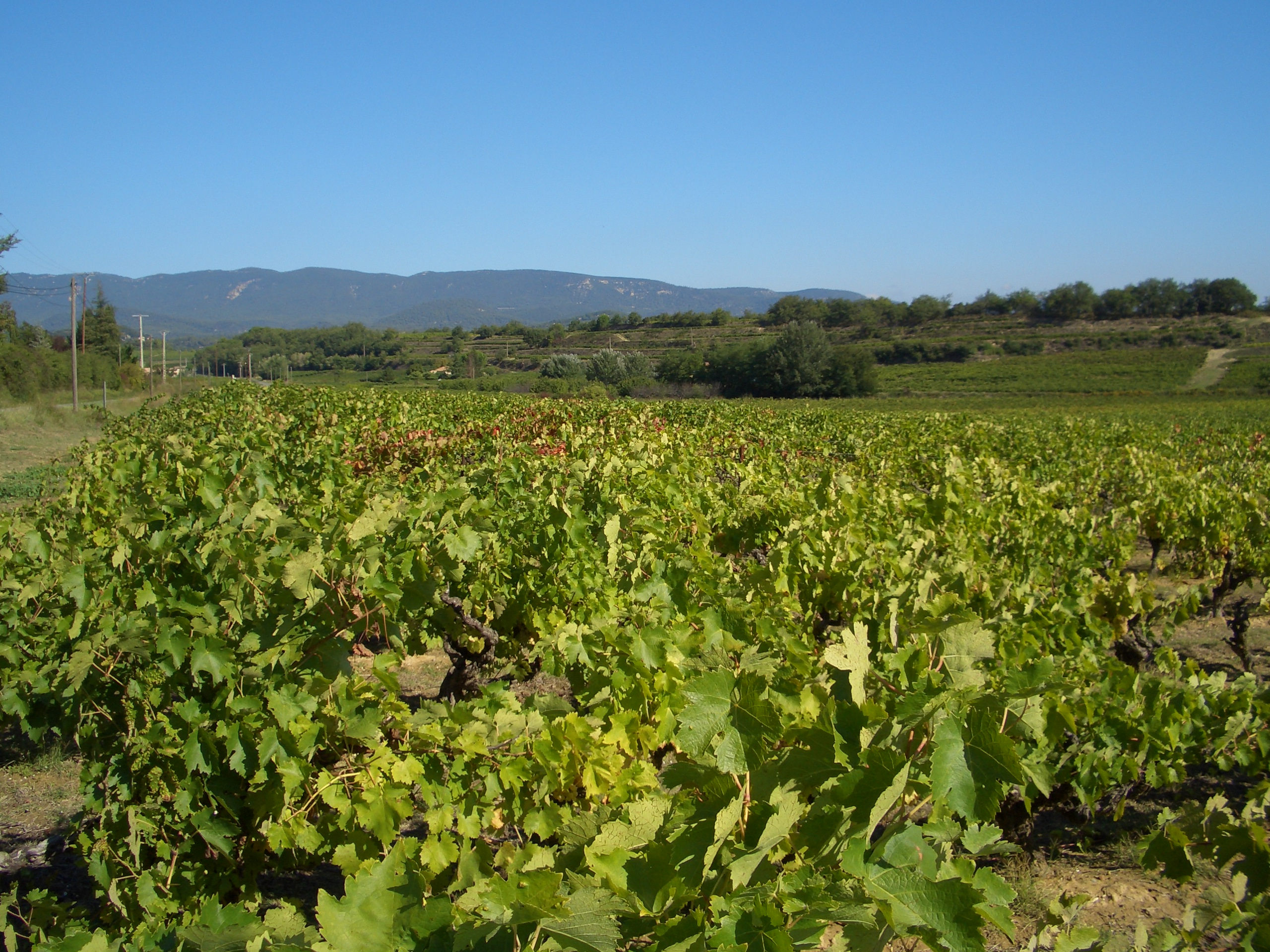
Weinbau an den Côtes du Luberon
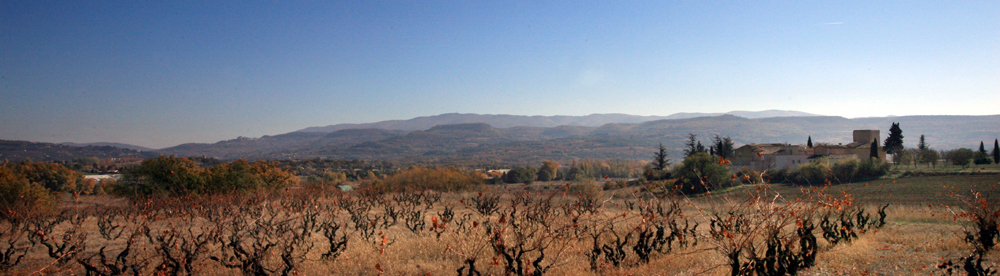
Der Grand Luberon vom Nordwesten aus gesehen
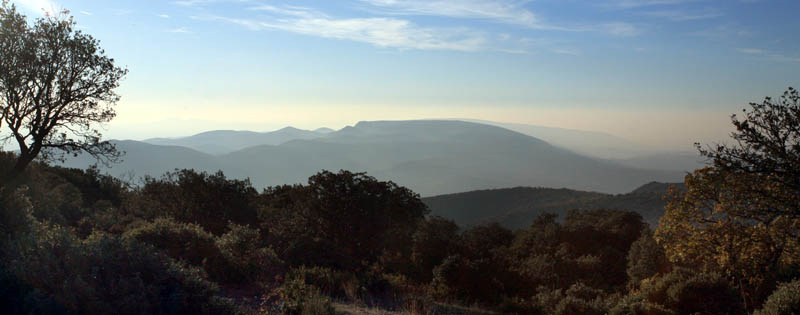
Der Petit Luberon vom Grand Luberon aus gesehen
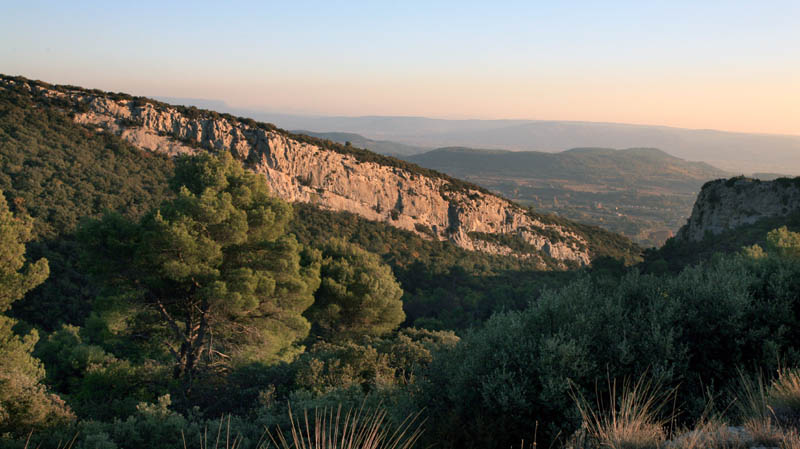
Felsen des Grand Luberon in der Abendsonne